# Institut Max-Planck de biologie cellulaire
L'Institut Max-Planck de biologie cellulaire était un des instituts de la Société Max-Planck.
L'Institut Kaiser-Wilhelm de biologie marine a été fondé en 1947. Après la création de la Société Max-Planck qui succéda à la société Kaiser-Wilhelm, l'Institut porta le nom d'Institut Max-Planck de biologie marine et fut renommé en 1968 Institut Max-Planck de biologie cellulaire. Au départ situé à Wilhelmshaven, le centre de recherche fut relocalisé, en 1977, à Ladenburg, près de Heidelberg, Allemagne. Il cessa ses activités le 1er juillet 2003.